# 諾伍德-205街車站
諾伍德-205街車站（英語：Norwood–205th Street station），過去稱作「205街車站」（英語：205th Street station），是紐約地鐵IND匯集線的北端總站。位於布朗克斯諾伍德205街及拜恩布里奇大道交界，設有D線（任何時候停站）列車服務。

## 歷史
車站作為1920年代末IND匯集線第六和第七段的一部份興建。車站大部份長度都建於已經存在的私人地段下方，並在東端下穿東205街。車站在1933年7月1日連同匯集線地鐵其餘部份一同啟用。1937年7月1日此站安裝了一部扶手電梯，也是扶手電梯首次在布朗克斯出現。
1954年8月23日，一列D線列車在車站以東衝越軌道末端的止衝擋並撞上了隧道的牆壁。列車長被困隧道7小時，而被救出後還需要截除左腳。

## 車站結構
| G      | 街道層             | 出入口                                                  |
| M      | 夾層               | 閘機、車站詢問處、MetroCard自動售票機                   |
| P 月台 | 南行               | 往康尼島-斯提威爾大道（只限上客）（貝德福德公園林蔭路） |
| P 月台 | 島式月台，左側開門 |                                                         |
| P 月台 | 北行               | 總站軌道                                                |

此地下車站設有一個島式月台和兩條軌道，然而有許多地方排水不善導致受水浸破壞和發霉的地方，包括月台天花板、牆磚和一批支柱。車站也因月台和入口有大量的垃圾袋，以及缺乏垃圾筒導致的無數垃圾的軌道而聞名。205街車站在2005年被紐約市交通乘搭者議會按維修和外貌判為紐約地鐵五個最糟糕的車站之一，問題持續到2010年代。
由於鄰里街區的改變，車站東端位於東205街和佩里大道，而西端位於東206街和拜恩布里奇大道。205街在佩里大道轉向對角線西南向，而地鐵則維持之前的方向，並於范科特蘭大道並行，之後南轉前往大廣場。

### 出口

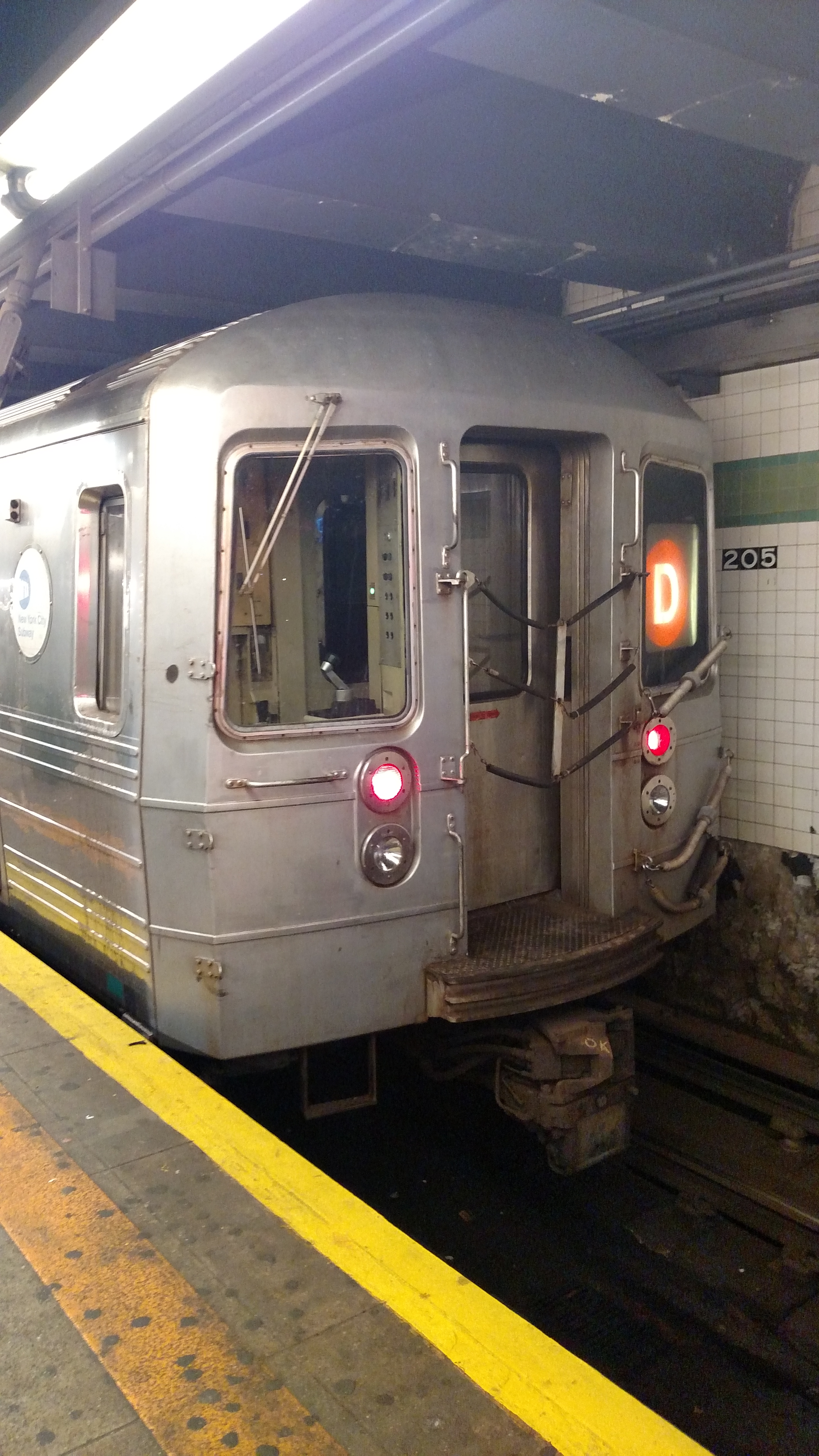
一列D線列車在月台上停靠

此站設有兩個閘機區。全時間的位於西端，設有閘機、詢問處以及兩條前往東206街及拜恩布里奇大道的東北和西北角的樓梯。因應附近鄰里不同的地形，此閘機區在1937年安裝了一條扶手電梯，在夾層與月台之間差別25英呎。其餘則需要在月台層步行三段樓梯上行到閘機區。
另一個閘機區位於車站東端，以一個坡度到達月台。該閘機區無人管理，設有全高式閘機和兩條前往東205街和佩里大道西北角和東南角的樓梯。此處的詢問處在2005年7月30日關閉並在後來拆除。

## 軌道配置
此站並非設計為匯集線或D線列車的總站，兩條軌道原初都預期可以東延沿伯克大道越過布朗克斯公園以及IRT白原路線服務布朗克斯東北部地區。此計劃因缺乏資金而延誤，最終因為1941年紐約市購入幾近破產的紐約、威斯徹斯特及波士頓鐵路並改為地鐵而告吹。另一個1970年代的計劃包括將匯集線延長至白原路，但因為財政困難而導致計劃流產。
由於興建時預期可繼續延長，兩條軌道繼續沿205街向東延長約700英呎到威布斯特大道，在混凝土牆壁中止，而此站並無任何職員宿舍。職員在此站以南的貝德福德公園林蔭路交換。另外，此站以西並無任何剪式橫渡線，此處有一條中央軌道西行前往匯集車廠。因此，以此站為總站的列車需要在南面軌道落客，然後繼續東行前往軌道末端。之後利用該處的剪式橫渡線回到車站北面軌道上客，前往曼哈頓和布魯克林。受制於軌道配置，列車將要從南行軌道倒車進入車廠，而從車廠開出的列車有時需要在北面軌道開始營運。

## 車站周邊
車站位於若干諾伍德地標相鄰，包括紐約公共圖書館的莫肖盧分館、蒙特菲奧爾醫療中心以及北中央布朗克斯醫院，位於車站以北東210街，聖布倫丹教堂和學校、瓦倫丁-瓦倫屋以及前身為威廉斯布里奇水庫的威廉斯布里奇橢圓。

## 延伸閱讀
- New York City Transit Riders Council − A Special Case Study–Norwood-205th Street station （页面存档备份，存于）
- News 12（英语：News 12 Networks） Bronx − Residents: Norwood subway station falling apart（页面存档备份，存于）

## 外部連結
- nycsubway.org—IND匯集線: 205街
- Station Reporter – D線列車
- The Subway Nut – 諾伍德-205街圖片（页面存档备份，存于）
- Google地圖街景拜恩布里奇大道及206街入口（页面存档备份，存于）
- Google地圖街景佩里大道及205街入口（页面存档备份，存于）
- Google地圖街景月台